# Frontopsylla cornuta
Frontopsylla cornuta är en loppart som beskrevs av Ioff 1946. Frontopsylla cornuta ingår i släktet Frontopsylla och familjen smågnagarloppor. Inga underarter finns listade i Catalogue of Life.